# Insenatura Edisto
L'insenatura Edisto è un'insenatura situata sulla costa di Borchgrevink, nella parte nord-occidentale Dipendenza di Ross, in Antartide. L'insenatura, che è quasi completamente ricoperta dalla banchisa, è larga circa 6 km e profonda 13, è parte della più grande baia di Moubray, di cui si trova nella parte meridionale ed è delimitata, a ovest, da capo Christie, e, a est, da capo Hallett, nel nord dell'omonima penisola.
All'interno dell'insenatura, andando ad alimentare i ghiacci che la ricoprono, si gettano, tra gli altri, il ghiacciaio Manhaul, da ovest, l'omonimo ghiacciaio Edisto, da sud, e i ghiacciai Arneb, Bridgman e Bornmann, da est, ossia dal versante occidentale della penisola Hallett.

## Storia
Come la baia di Moubray, di cui fa parte, anche l'insenatura Edisto è stata scoperta nel febbraio 1841 dal capitano James Clark Ross. Essa è poi stata mappata interamente per la prima volta dallo United States Geological Survey grazie a fotografie scattate dalla marina militare statunitense (USN) durante ricognizioni aeree e terrestri effettuate nel periodo 1960-62, e così battezzata da membri della spedizione neozelandese di ricognizione geologica in Antartide svolta nel 1957-58, in onore della USS Edisto, la prima nave ad aver visitato l'area dell'insenatura nel febbraio 1956.